# Zygocera similis
Zygocera similis là một loài bọ cánh cứng trong họ Cerambycidae.